# پل بری (بازیکن فوتبال، زاده ۱۹۵۸)
پل بری (انگلیسی: Paul Berry؛ زادهٔ ۸ آوریل ۱۹۵۸) بازیکن فوتبال اهل بریتانیا است.
از باشگاه‌هایی که در آن بازی کرده‌است می‌توان به باشگاه فوتبال آکسفورد یونایتد اشاره کرد.